# Дивна перерва
«Дивна перерва» (англ. Strange Interlude) — американська драма режисера Роберта З. Леонарда 1932 року.

## Сюжет
Сюжет заснований на житті Ніни Лідс, дочки професора, яка абсолютно спустошена, коли її коханого вбивають на полі бою під час Першої Світової війни. Проходить час. Вона не звертає уваги на явну любов свого друга і письменника Чарлі, оскільки він не просто сором'язливий, а боязкий і сором'язливий, і ніколи не скаже про свої почуття. Ніна в підсумку виходить заміж за люб'язного, але дивакуватого залицяльника Сема Еванса, хоча поруч знаходиться лікар Нед Даррелл, який хоча і закоханий в Ніну, але хоче присвятити себе лікарській практиці.
У медовий місяць Ніна дізнається жахливу таємницю від матері Еванса, що вона не може народити дитину від чоловіка, оскільки в їхній родині є божевільні і дитина може успадкувати погану генетику. Вона змушена перервати вагітність. Але дитині необхідний для спокою чоловіка і мати наполягає на тому, щоб вона зачала його з іншим. Ніна приймає рішення «залучити» до цієї справи Неда.

## У ролях
- Норма Ширер — Ніна Лідс
- Кларк Гейбл — Нед Даррелл
- Александр Керкленд — Сем Еванс
- Ральф Морган — Чарлі Марсден
- Роберт Янг — Гордон в молодості
- Мей Робсон — місіс Еванс
- Морін О'Салліван — Меделін
- Генрі Б. Волтголл — професор Лідс
- Мері Олден — покоївка
- Тад Александр — Гордон в дитинстві